# District de Sibi
Le district de Sibi (en ourdou : ضلع سبی) est une subdivision administrative du nord de la province du Baloutchistan au Pakistan. Créé en 1903, le district a pour capitale Sibi et est l'un des plus anciens de la province. Il est également connu pour être l'un des lieux les plus chauds du pays.
Peuplé de quelque 25 000 habitants en 2017, la population du district est partagée entre Baloutches et Pachtounes.

## Histoire

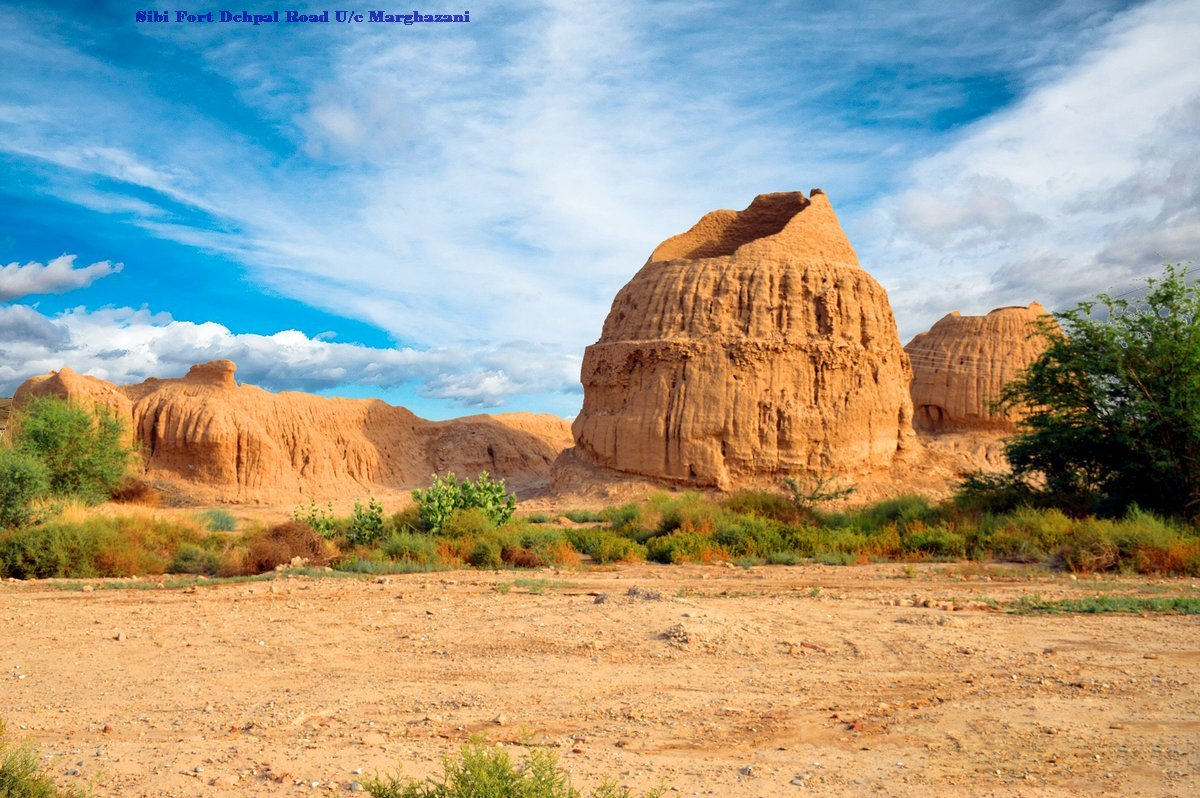
Le fort de Sibi.

Le district de Sibi a été créé en 1903 sur le Raj britannique. Dans un premier temps vaste de près de 30 000 kilomètres carrés, il est ensuite progressivement divisé après la création du Pakistan en 1947. En 1974, les districts de Nasirabad et Kohlu sont ainsi créés à partir de Sibi. En 1983, c'est le tehsil de Dera Bugti qui devient un district distinct puis Ziarat en 1986. 
En 2007, Sibi perd de nouveau de sa superficie avec la création du district de Harnai puis de nouveau en 2013 avec le district de Lehri, mais ce dernier est de nouveau intégré à Sibi en janvier 2018.

## Géographie
Le district de Sibi est particulièrement chaud et sec, de climat aride, avec des paysages accidentés et désertique, particulièrement dans sa partie nord. Il est connu pour être l'un des points les plus chauds du pays, avec des températures dépassant souvent les 50 degrés Celsius en été. La passe de Bolan relie Sibi avec la capitale provinciale Quetta, au nord.

## Démographie
Lors du recensement de 1998, la population du district a été évaluée à 180 398 personnes, dont environ 32 % d'urbains. Le taux d'alphabétisation était de 25 % environ, bien moins que la moyenne nationale de 44 %. Il se situait à 35 % pour les hommes et 14 % pour les femmes, soit un différentiel de 21 points, contre 25 pour la moyenne nationale. En prenant rétroactivement en compte les créations des districts de Harnai et Lehri, la population se réduit à 103 746 habitants.
En 2013, l'alphabétisation est estimée à 57 % par les autorités, dont 70 % pour les hommes et 43 % pour les femmes.
Le recensement suivant mené en 2017 pointe une population de 135 572 habitants, soit une croissance annuelle de 1,4 %, bien inférieure aux moyennes provinciale et nationale de 3,4 % et 2,4 % respectivement. Le taux d'urbanisation grimpe à 48 %. La population revient toutefois à 253 618 habitants après la réintégration du district de Lehri.
Le district accueille en majorité des Baloutches (40 %) et Pachtounes (30 %). Le district a des minorités religieuses : 1,2 % de chrétiens en 1998 et 0,9 % d'hindous.

## Administration

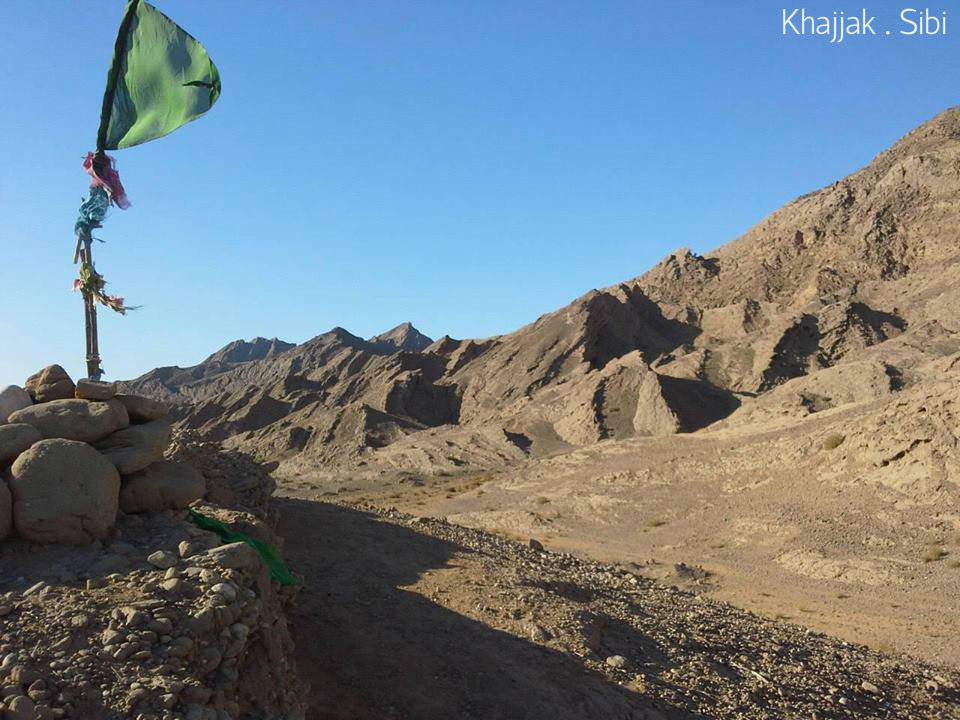
Paysage du district.

Le district est divisé en trois tehsils ou sous-tehsils.
| Tehsil     | Population (rec. 2017) |
| ---------- | ---------------------- |
| Kot Mandai | 7 587                  |
| Sangan     | 2 665                  |
| Sibi       | 125 320                |

La capitale Sibi est la seule localité considérée comme urbaine par les autorités de recensement, et elle regroupe à elle seule près de la moitié de la population du district.
| Ville | Population (rec. 2017) |
| ----- | ---------------------- |
| Sibi  | 64 427                 |

## Économie et éducation
La population rurale du district vit principalement de l'agriculture non irriguée, dépendante de pluies irrégulières. Près de 15 % de la superficie est cultivée, soit environ 800 kilomètres carrés. On y produit surtout du blé, de l'orge, de la moutarde, ainsi des abricots, du citron, des mangues et des dattes notamment. On trouve également des mines de charbon, de marbre, de gypse et de calcaire.
La ville de Sibi est desservie par la route nationale no 65 et contient une gare ferroviaire sur la ligne entre Quetta et Jacobabad.
Les services publics sont peu développés dans le district, notamment les infrastructures scolaires qui sont manquantes. Seuls 64 % des enfants sont scolarisés dans le primaire en 2013, et ce taux baisse à 34 % pour l'enseignement secondaire.

## Politique
Les partis pro-Baloutches et pro-Pachtounes sont actifs dans le district, ainsi que les islamistes de la Jamiat Ulema-e-Islam.
Depuis le redécoupage électoral de 2018, le district partage avec quatre autres districts de la division la circonscription no 259 de l'Assemblée nationale et partage la circonscription no 7 de l'Assemblée provinciale du Baloutchistan avec le district de Lehri (en). Lors des élections législatives de 2018, elles sont remportées par des candidats du Jamhoori Wattan et du Parti baloutche Awami.